# Janda
Janda è una circoscrizione rurale (rural ward) della Tanzania situata nel distretto di Buhigwe, regione di Kigoma. Conta una popolazione di 28 854 abitanti (censimento 2012).